# 카드캡터 사쿠라 클리어 카드 편
《카드캡터 사쿠라 클리어 카드 편》(カードキャプターさくら クリアカード編, 통칭: CCS)은 일본의 만화창작집단 클램프가 그린 만화 《카드캡터 사쿠라》의 후속 작품으로, 2016년 7월에 만화 연재 20주년을 맞아서 '클리어 카드 편'의 연재가 시작되었다. 애니메이션 클리어 카드 편은 2018년 1월 7일부터 6월 10일까지 일본에서 (일) 7:30분에 방영되었으며, 한국어 더빙판은 투니버스에서 2019년 2월 6일에서 2월 27일까지는 매주 수요일 저녁 8시에 방영했었고, 3월 6일부터 4월 24일까지는 1시간 늦게 해 매주 수요일 밤 9시에 방영했다. 

## 개요
사쿠라 카드 편 완결 후 16년 만에 2016년 4월 30일 나카요시 7월호부터 '카드캡터 사쿠라'의 신 연재가 결정되었다. CCS 연재 20주년 기념 발매 일러스트집 표지 공개와 함께 신작 단편이 게재 된다고 하였는데, 2022년 10월 기준으로 13권까지 나오면서 장기 연재 되고 있다.
2016년 12월 1일 NHK에서 CCS 클리어 카드 편 TV 애니메이션 방영이 결정 되었으며, 2018년 1월 7일부터 NHK에서 총 22화로 방영했다.

## 줄거리
토모에다 중학교 1학년 2반 사쿠라는 벚꽃 길에서 샤오랑과 재회하고 샤오랑이 앞으로는 계속 토모에다 마을에 있을 수 있다고 말하자 기뻐한다. 어째서인지 또다시 토모에다 마을에 이상한 사건이 일어나고 사쿠라의 꿈의 힘을 지닌 '꿈의 지팡이'를 가지고 《클리어 카드》를 봉인한다.

## 카드의 종류
『 * 』 표시는 애니메이션에만 등장하는 카드
| 1. 질풍 (GALE) [1화] 2. 포위 (SIEGE) [2화] 3. 수원 (AQUA) [3화] 4. 반사 (REFLECT) [3화] 5. 행동 (ACTION) [4화] 6. 인력 (GRAVITATION) [5화]* 7. 기록 (RECORD) [6화] 8. 비상 (FLIGHT) [7화] 9. 투과 (LUCID) [8화] 10. 나선 (SPIRAL) [9화] 11. 선잠 (SNOOZE) [10화] 12. 미궁 (LABYRINTH) [10화] 13. 역전 (REVERSAL) [11화]* 14. 빙박 (HAIL) [12화]* 15. 환영 (MIRAGE) [14화]* 16. 요동 (SWING) [16화]* 17. 투쟁 (STRUGGLE) [16화]* 18. 현현 (Appear) [17화] 19. 화염 (BLAZE) [18화] 20. 경상 (MIRROR) [21화] 21. 쌍검 (BLADE) [30화] 22. 수복 (REPAIR) [30화] 23. 역려 (REWIND) [33화] |

## TV 애니메이션
| 방영 화수 | 방영 화수 | 방영 날짜       | 방영 날짜       | 방영 타이틀                 | 방영 타이틀               | 각본            | 클리어 카드                    |
| 일본      | 대한민국  | 일본            | 대한민국        | 일본                        | 대한민국                  | 각본            | 클리어 카드                    |
| --------- | --------- | --------------- | --------------- | --------------------------- | ------------------------- | --------------- | ------------------------------ |
| OAD       | OVA       |                 | 2019년 2월 6일  | 사쿠라와 두 곰              | 체리와 두 마리의 곰       | 오오카와 나나세 | -                              |
| 1         | 1         | 2018년 1월 7일  | 2019년 2월 13일 | 사쿠라와 투명한 카드        | 체리와 투명한 카드        | 오오카와 나나세 | 질풍 (GALE)                    |
| 2         | 2         | 2018년 1월 14일 | 2019년 2월 13일 | 사쿠라와 출구 없는 방       | 체리와 출구 없는 방       | 오오카와 나나세 | 포위 (SIEGE)                   |
| 3         | 3         | 2018년 1월 21일 | 2019년 2월 20일 | 사쿠라와 호우 주의보        | 체리와 호우주의보         | 오오카와 나나세 | 수원 (AQUA) 반사 (REFLECT)     |
| 4         | 4         | 2018년 1월 28일 | 2019년 2월 20일 | 사쿠라와 멋진 전학생        | 체리와 멋진 전학생        | 오오카와 나나세 | 행동 (ACTION)                  |
| 5         | 5         | 2018년 2월 4일  | 2019년 2월 27일 | 사쿠라와 벚꽃 모색          | 체리와 힘겨운 꽃놀이      | 오오카와 나나세 | 인력 (GRAVITATION)             |
| 6         | 6         | 2018년 2월 11일 | 2019년 2월 27일 | 사쿠라와 토끼와 달의 노래   | 체리와 토끼와 달의 노래   | 오오카와 나나세 | 기록 (RECORD)                  |
| 7         | 7         | 2018년 2월 18일 | 2019년 3월 6일  | 사쿠라와 정원에서 술래 잡기 | 체리와 정원과 술래잡기    | 오오카와 나나세 | 비상 (FLIGHT)                  |
| 8         | 8         | 2018년 2월 25일 | 2019년 3월 6일  | 사쿠라와 시계와 숨바꼭질    | 체리와 시계와 숨바꼭질    | 오오카와 나나세 | 투과 (LUCID)                   |
| 9         | 9         | 2018년 3월 4일  | 2019년 3월 13일 | 사쿠라의 두근 두근 수족관   | 체리와 두근두근 수족관    | 오오카와 나나세 | 나선 (SPIRAL)                  |
| 10        | 10        | 2018년 3월 11일 | 2019년 3월 13일 | 사쿠라와 수면의 미로        | 체리와 잠자는 미궁        | 오오카와 나나세 | 선잠 (SNOOZE) 미궁 (LABYRINTH) |
| 11        | 11        | 2018년 3월 18일 | 2019년 3월 20일 | 사쿠라와 거꾸로 펭귄        | 체리와 뒤집힌 펭귄대왕    | 오오카와 나나세 | 역전 (REVERSAL)                |
| 12        | 12        | 2018년 3월 25일 | 2019년 3월 20일 | 사쿠라와 얼음의 구기 대회   | 체리와 얼음의 구기대회    | 오오카와 나나세 | 빙박 (HAIL)                    |
| 13        | 13        | 2018년 4월 8일  | 2019년 3월 27일 | 사쿠라와 지금 메이링        | 체리와 돌아온 메이링      | 오오카와 나나세 | -                              |
| 14        | 14        | 2018년 4월 15일 | 2019년 3월 27일 | 사쿠라와 신사 및 동물원     | 체리와 위험한 동물원      | 오오카와 나나세 | 환영 (MIRAGE)                  |
| 15        | 15        | 2018년 4월 22일 | 2019년 4월 3일  | 사쿠라의 추억 감상회        | 체리의 추억 감상회        | 오오카와 나나세 | -                              |
| 16        | 16        | 2018년 4월 29일 | 2019년 4월 3일  | 사쿠라와 메이링의 친구      | 체리와 메이링의 친구      | 오오카와 나나세 | 요동 (SWING) 투쟁 (STRUGGLE)   |
| 17        | 17        | 2018년 5월 6일  | 2019년 4월 10일 | 사쿠라와 이상한 과자        | 체리와 이상한 케이크      | 오오카와 나나세 | 현현 (APPEAR)                  |
| 18        | 18        | 2018년 5월 13일 | 2019년 4월 10일 | 사쿠라와 불과 물의새        | 체리와 불꽃과 물의 새     | 오오카와 나나세 | 화염 (BLAZE)                   |
| 19        | 19        | 2018년 5월 20일 | 2019년 4월 17일 | 사쿠라와 아키호의 자장가    | 체리와 루베리의 자장가    | 오오카와 나나세 | -                              |
| 20        | 20        | 2018년 5월 27일 | 2019년 4월 17일 | 사쿠라와 무지개와 할아버지  | 체리와 무지개와 할아버지  | 오오카와 나나세 | -                              |
| 21        | 21        | 2018년 6월 3일  | 2019년 4월 24일 | 사쿠라와 거울과 추억의 열쇠 | 체리와 거울과 추억의 열쇠 | 오오카와 나나세 | 경상 (MIRROR)                  |
| 22        | 22        | 2018년 6월 10일 | 2019년 4월 24일 | 사쿠라의 투명한 카드        | 체리의 투명한 카드        | 오오카와 나나세 | -                              |

### 제작자

#### 일본판
- 원작-CLAMP
- 감독-아사카 모리오
- 시리즈 구성, 각본-오오카와 나나세
- 의상 디자인 카드 디자인-모코나
- 캐릭터 디자인-하마다 쿠니히코
- 프롭 디자인-하시모토 마사루
- 색채 설계-하시모토 마사루
- 미술 감독-시미즈 토모유키
- 3DCG감독-나가하마 유우키
- 촬영 감독-후시하라 아카네
- 편집-키무라 미카 후미코
- 음악-네기시 타카유키
- 음향 감독-미마 마사후미
- 프로듀서-카와조에 치세(OAD)
- 제작 총괄-도바시 케이스케, 미야모토 미키, 마츠시타 타쿠야(TV)
- 애니메이션 프로듀서-하시모토 켄타 로우
- 애니메이션 제작-매드하우스, 갸롯푸
- 제작·저작-NHK(TV), NHK엔터프라이즈(TV), 코단샤

#### 한국판
- 기획: 김영욱
- 책임 프로듀서: 강헌주, 신길주
- 콘텐츠 편성: 남궁진아, 이민순, 이세영, 조승연, 문다솜, 류조은, 진지혜, 김진선, 박도은, 심소영
- 브랜드 디자인: 김희정, 안희련, 강은희, 차주현, 김혜수, 황예진, 김선화, 류제인수정
- 콘텐츠 제작: 김진아, 김이경, 박용진, 조승희, 김용만, 김율, 정송이, 이우열, 장지영
- 판권 사업: 성수희, 김민지, 신찬양, 구희준, 임이레, 황정현
- 디지털 사업: 윤여민, 이선희, 이예라, 정다영
- 일본 사업: 박준형, 김보석, 이강희, 손영은, 김택상, 김아람, 이재희, 서심지, 김진희, 박형준
- 사업 관리: 박현일, 김호영, 안정란, 유지원, 이소정, 이혜준, 이미소, 송은석, 이원용
- 음악 연출: 이소영
- 음악 믹싱: 홍승현
- 코러스: 이정은, 이주연
- 가사 번안: 박시하, 류정혜, 권이강, 이계훈
- 종합 편집: 정회범
- 화면 수정: 서선지, 엄지현, 김수지
- 타이틀 CG: 김선화
- 녹음&믹싱: 파린 슐츠
- 번역: 권이강
- 조연출: 이계훈
- 우리말 연출: 류정혜
- 우리말 제작: Tooniverse

### 주제가

#### OAD

##### 일본판
- "약속의 하늘"
- 작사 - 마이크 스기야마 / 작곡 · 편곡 - 네기시 타카유키 / 노래 -이와오 준코 & 토모에다 초등학교 코러스 부

##### 한국판
- "약속의 하늘"
- 작사 - 마이크 스기야마 / 작곡 · 편곡 - 네기시 타카유키 / 노래 - 신지수 (김가령) & 합창단 (유영, 김도희, 박시윤, 강새봄)

#### 여는 노래

##### 일본판
- "CLEAR"(제1화- 제12화)
- 작사·노래-사카모토 마아야/작곡-미즈노 요시키/편곡-코노 신
- "로켓 비트"(제13화)
- 작사-이와타니 유우호/작곡·편곡-키타가와 카츠토시/현악기 편곡-미야 카와단/노래-야스노 키요노

##### 한국판
- "CLEAR"(1~12화)
- 작사·노래-사카모토 마아야/작곡-미즈노 요시키/노래: 김도희
- "로켓 비트"(13~22화)
- 작사-이와타니 유우호/작곡·편곡-키타가와 카츠토시/노래: 김가령

#### 닫는 노래

##### 일본판
- "Jewelry"(제1화- 제12화)
- 작사·작곡·노래-하야미 사오리/편곡-쿠라우치 타츠야
- "리와인드"(제13화)
- 작사·작곡·편곡-시라토 유우스케/노래-스즈키 미노리

##### 한국판
- "Jewelry"(1~12화)
- 작사·작곡·노래-하야미 사오리/노래: 정유정
- "리와인드"(13~22화)
- 작사·작곡-시라토 유우스케/노래-여민정

#### 삽입곡

##### 일본판
- "하늘은 보고 있어요"(제5화)
- 작사-마이크 스기야마/작곡·편곡-네기시 타카유키/노래-다이도우지 토모요(이와오 준코)
- "아련한 달밤"(제6화)
- 작사-타카노 타츠유키/작곡-오카노 테이이치/편곡-네기시 타카유키/노래-다이 도우지 토모요(이와오 준코), 시노모토 아키호(스즈키 미노리)

##### 한국판
- "하늘은 보고 있어요"(제5화)
- 작사-마이크 스기야마/작곡·편곡-네기시 타카유키/노래: 신지수(김가령)&루베리(여민정)
- "으스름 달밤"(제6화)
- 작사-타카노 타츠유키/작곡-오카노 테이이치/노래: 신지수(김가령)&루베리(여민정)